# Paizay-le-Sec
Paizay-le-Sec é uma comuna francesa na região administrativa da Nova Aquitânia, no departamento de Vienne. Estende-se por uma área de 34,65 km². Em 2010 a comuna tinha 474 habitantes (densidade: 13,7 hab./km²).